# 金仙寺
金仙寺位於四川省遂寧市蓬溪縣赤城鎮周家店村，建築面積198平方公尺，占地面積260平方公尺。坐東北向西南。木結構單簷歇山式頂，抬梁式粱架，簷下施斗拱8朵，十架椽屋三櫞袱前櫞袱剳牽，後剳牽用五柱，面闊三間9.2公尺，進深四間15.7公尺，通高7.4公尺，垂帶式踏道8級。據正殿梁、枋題記，現存金仙寺正殿建於元泰定四年（1327），是典型的元代木結構古建築實物資料，建築形制原始狀態保存良好，題記豐富完整，是研究四川乃至全國元代木結構古建築的珍貴資料。1962年，金仙寺被蓬溪縣人民政府公佈為縣級文物保護單位，2012年7月16日公布为第八批四川省文物保护单位，2019年10月7日公布为第八批全国重点文物保护单位。